# Желтогорлая бронзовая кукушка
Желтогорлая бронзовая кукушка (лат. Chrysococcyx flavigularis) — вид птиц подсемейства настоящих кукушек (Cuculinae) семейства кукушковых (Cuculidae). Подвидов не выделяют. Распространён в Западной и Центральной Африке. Гнездовой паразит.

## Описание
Желтогорлая бронзовая кукушка достигает длины 19 см и массы 30 г. Выражен половой диморфизм. У взрослых самцов верхняя часть тела и бока шеи тёмно-медно-коричневого цвета с бронзовым оттенком. Наружные рулевые перья белые с субтерминальной чёрной полосой. Подбородок, горло и центр груди ярко-жёлтые, бока горла и груди тёмно-зелёные. Остальная часть нижней части тела белая, сильно испещрена узкими тёмно-коричнево-зелёными полосками. Окологлазное кольцо желтовато-зелёное, радужная оболочка жёлтая, клюв зеленовато-жёлтый, ноги жёлтые. У самки отсутствуют зелёный и жёлтый цвет на горле. Лицо и нижняя часть тела с мелкими рыжеватыми и тёмно-коричневыми полосами; клюв чёрный, ноги тускло-жёлтые. У молодых особей верхняя часть тела испещрена зеленоватыми и охристыми полосками.
Желтогорлая бронзовая кукушка поёт круглый год. Голос похож на звук флейты. Чистый свист, состоящий из 9—12 нот на одной высоте, сначала самый длинный, ускоряющийся, а затем затихающий, серия длится около трёх секунд. Также самцы и самки издают свист из двух нот, вторая нота ниже, «dhuiit-tiu».

## Распространение и места обитания
Желтогорлая бронзовая кукушка ведёт оседлый образ жизни. Прерывистый ареал простирается от Сьерра-Леоне до Нигерии, от Камеруна на юг до Конго и на восток до ДР Конго и юго-западной Уганды. Один раз зафиксирована на крайнем юго-западе Южного Судана. Естественными местами обитания являются низменные субтропические и тропические первичные леса, старые вторичные леса, галерейные леса.

## Биология
Желтогорлая бронзовая кукушка большую часть времени проводит высоко от земли в пологе леса. В состав рациона входят насекомые, главным образом гусеницы и жуки, а также плоды. Биология размножения практически не исследована. Желтогорлая бронзовая кукушка является облигатным гнездовым паразитом. Единственной известной птицей-хозяином является серогорлая мухоловка (Myioparus griseigularis).